# 碘化铝
碘化铝、三碘化铝是铝的碘化物，化学式为AlI3，可通过单质化合或铝与碘化氢反应制取。碘化铝为强路易斯酸，具腐蚀性，且水解也会生成腐蚀性的碘化氢，需要隔绝空气储存。

## 化学性质
碘化铝可以在空气中燃烧，产生桔红色火焰，其蒸汽和空气混合可以爆炸。
4 AlI3 + 3 O2 → 2 Al2O3 + 6 I2

## 用途

### 有机合成
碘化铝可打断特定的C-O和N-O键，使芳香醚的醚键断裂，环氧化合物脱氧。